# 13th (filme)
13th (bra: A 13ª Emenda) é um documentário estadunidense de 2016 dirigido por Ava DuVernay e escrito por DuVernay e Spencer Averick. Centrado no sistema carcerário e étnico no país de origem do filme, o título é uma referência à décima terceira alteração na Constituição dos Estados Unidos, a qual, segundo o filme, foi uma alternativa de manter trabalhos braçais mesmo após a abolição da escravidão, com o processo de encarceramento em massa.

## Produção
A Décima Terceira Emenda à Constituição dos Estados Unidos afirma que "não haverá, nos Estados Unidos ou em qualquer lugar sujeito a sua jurisdição, nem escravidão, nem trabalhos forçados, salvo como punição de um crime pelo qual o réu tenha sido devidamente condenado".
A filmagem do documentário foi feita em segredo e suas informações só foram divulgadas após ser anunciado como filme de abertura do Festival de Cinema de Nova Iorque.

## Lançamento
13th foi lançado originalmente, em todo o mundo, pela rede de streaming Netflix em 7 de outubro de 2016. Atualmente, detém uma classificação 90/100 no Metacritic e um índice de aprovação de 96% no Rotten Tomatoes.

## Prêmios
| Ano  | Prêmio       | Categoria           | Resultado | Ref.  |
| ---- | ------------ | ------------------- | --------- | ----- |
| 2017 | BAFTA awards | Melhor Documentário | Venceu    | [ 7 ] |